# Garnierita

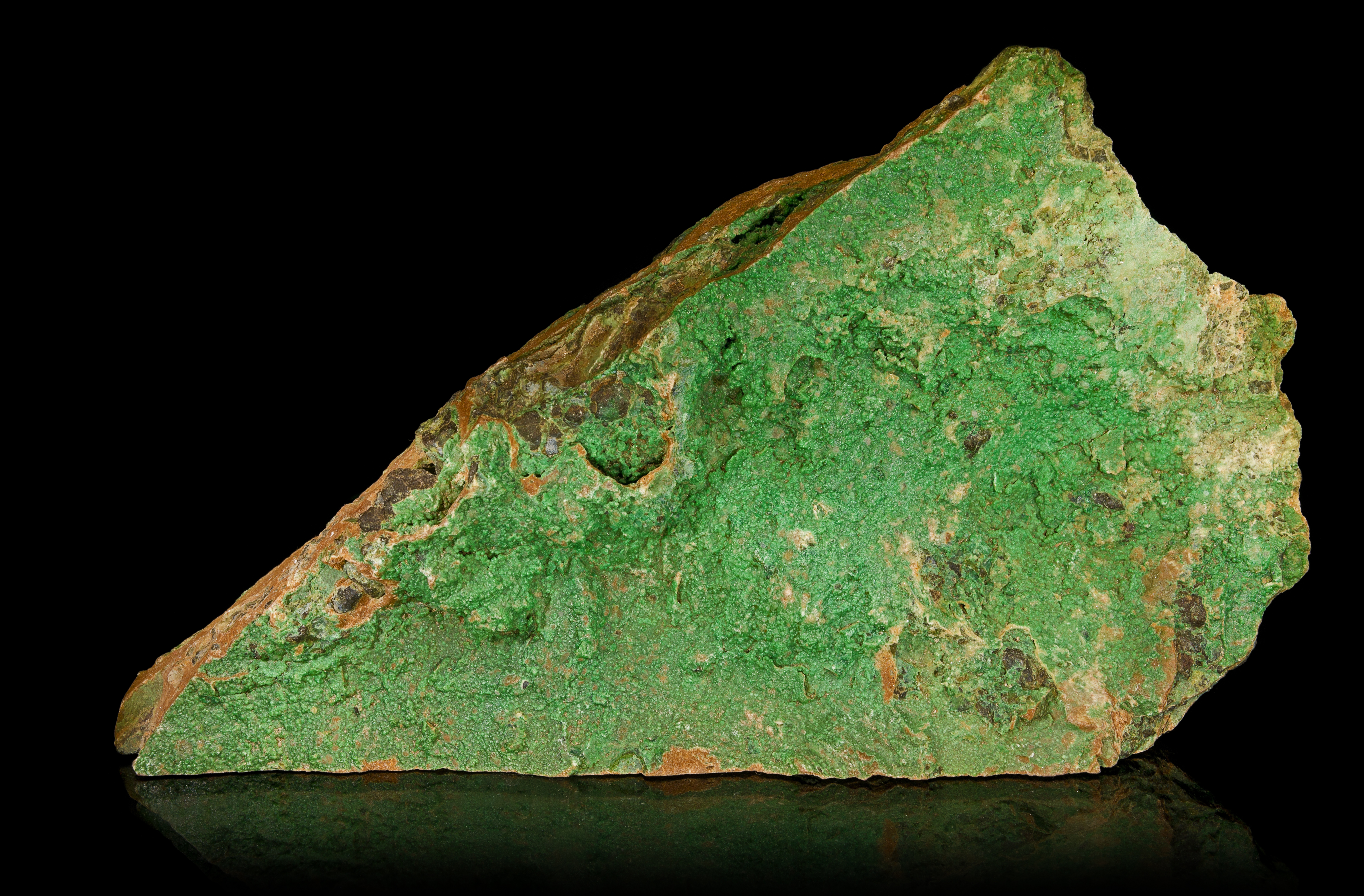
Garnierita

A Garnierita ou Garnierite, é um mineral composto por silicatos hidratados de  níquel, de fórmula química geral dada por (Ni,Mg,Fe)4Si6O15(OH)2.6H2O. Esse mineral recebe esse nome em honra a Jules Garnier, seu descobridor . A garnierita é uma importante fonte de níquel, metal esse utilizado principalmente na produção de aço-níquel e moedas.

### Propriedades Físicas
A respeito de suas propriedades físicas, suas principais características são: dureza de 2 a 3 na escala de Mohs, brilho terroso e opaco, traço branco esverdeado, densidade 2,2 a 2,8 g/cm³ e cor verde da maçã a branco, sendo a cor considerada uma importante característica diagnóstica. 

### Gênese
A garnierita é um mineral secundário, originado pela alteração de peridotitos ou rochas ultramáficas ricas em níquel. Em geral, encontra-se associada à serpentina, clorita, silicatos hidratados de níquel, talco e óxidos de ferro. 